# Meritites I
Meritites I (fl. XXVI secolo a.C.) è stata una regina egizia della IV dinastia.

## Biografia
Fu una figlia del faraone Snefru e sposa del suo successore Cheope (2589 a.C. - 2566 a.C.), che dovette esserle fratello o fratellastro, e a cui generò i prìncipi Kauab e, forse, Djedefra. Si è ipotizzato che anche la regina Hetepheres II fosse sua figlia, così come il faraone Chefren (per il quale, però, è candidata come madre pure la regina Henutsen). Anche Meritites II fu, forse, sua figlia.
Auguste Mariette portò alla luce una stele a Giza in cui Meritites I è appellata favorita sia di Snefru che di Cheope:
Inoltre, i titoli della regina erano: Grande dello scettro-hetes di Cheope, Grande dello scettro-hetes di Snefru, Sposa del Re, Sua amata, attendente a Horus e Consorte dell'Amata alle Due Signore (Uadjet e Nekhbet). I suoi titoli si sono conservati in un frammento, attualmente al Museum of Fine Arts di Boston (reperto 27.1321).

## Piramide
La piramide G1b, nella Necropoli di Giza, è ritenuta la sepoltura di Meritites I. Le piramidi delle regine erano generalmente edificate a sud di quella del faraone ma a Giza, a causa di una cava presso il lato meridionale della piramide di Cheope, queste furono addossate al suo lato orientale. George Reisner collocò, cronologicamente, l'edificazione della tomba di Meritites I intorno al 15º anno di regno del Cheope (ca. 2574 a.C.), immediatamente dopo la costruzione della piramide G1a. Le piramidi delle regine si trovano nella parte orientale della necropoli, insieme alle mastabe di altri membri della famiglia reale.
La piramide G1a (la più settentrionale delle tre piccole piramidi correlate alla piramide di Cheope) era un tempo ritenuta la tomba di Meritites, mentre ora la si ritiene edificata per la regina Hetepheres I, madre di Cheope. La G1b, attribuita di conseguenza a Meritites, era completata da un piccolo tempio funerario decorato e da una fossa destinata ad accogliere una barca rituale che tuttavia non fu mai rinvenuta. Gli scavi portarono alla luce anche dei rilievi provenienti da una falsa porta, e altri frammenti raffiguranti offerte e animali recati alla defunta e una nave.